# (12505) 1998 FN77
A (12505) 1998 FN77 a Naprendszer kisbolygóövében található aszteroida. A LINEAR projekt keretében fedezték fel 1998. március 24-én.

## Kapcsolódó szócikk
- Kisbolygók listája (12501–13000)